# Julius Axelrod
Julius Axelrod (Nova Iorque, 30 de maio de 1912 — Rockville, 29 de dezembro de 2004) foi um bioquímico estado-unidense.
Foi agraciado com o Nobel de Fisiologia ou Medicina de 1970, juntamente com o sueco Ulf Svante von Euler e o britânico sir Bernard Katz, por pesquisas sobre os mecanismos que regulam a formação do hormônio noradrenalina como um importante transmissor de impulsos nervosos.
Participou no desenvolvimento do Tylenol.

## Pesquisa

### Pesquisa analgésica
Em 1946, Axelrod assumiu um cargo trabalhando sob Bernard Brodie no Goldwater Memorial Hospital. A experiência de pesquisa e orientação que Axelrod recebeu de Brodie o lançaria em sua carreira de pesquisa. A pesquisa de Brodie e Axelrod se concentrou em como funcionam os analgésicos. Durante a década de 1940, usuários de analgésicos sem aspirina estavam desenvolvendo uma condição sanguínea conhecida como metemoglobinemia. Axelrod e Brodie descobriram que a culpa era da acetanilida, o principal ingrediente desses analgésicos. Eles descobriram que um dos metabólitos também era um analgésico. Eles recomendaram que este metabólito, acetaminofeno (paracetamol, Tylenol), fosse usado em seu lugar.

### Pesquisa de catecolaminas
Em 1949, Axelrod começou a trabalhar no National Heart Institute, precursor do National Heart, Lung, and Blood Institute (NHLBI), parte do National Institutes of Health (NIH). Ele examinou os mecanismos e efeitos da cafeína, o que o levou a se interessar pelo sistema nervoso simpático e seus principais neurotransmissores, epinefrina e norepinefrina. Durante esse período, Axelrod também realizou pesquisas sobre codeína, morfina, metanfetamina e efedrina e realizou alguns dos primeiros experimentos com LSD.. Percebendo que não poderia avançar em sua carreira sem um PhD, ele tirou uma licença do NIH em 1954 para frequentar a George Washington University Medical School. Autorizado a apresentar algumas de suas pesquisas anteriores para seu diploma, ele se formou um ano depois, em 1955. Axelrod então retornou ao NIH e começou algumas das principais pesquisas de sua carreira.
Axelrod recebeu o Prêmio Nobel por seu trabalho na liberação, recaptação e armazenamento dos neurotransmissores epinefrina e norepinefrina, também conhecidos como adrenalina e noradrenalina. Trabalhando com inibidores da monoamina oxidase (MAO) em 1957, Axelrod mostrou que os neurotransmissores catecolaminas não param de funcionar apenas depois de serem liberados na sinapse. Em vez disso, os neurotransmissores são recapturados ("recaptação") pela terminação nervosa pré-sináptica e reciclados para transmissões posteriores. Ele teorizou que a epinefrina é mantida nos tecidos de forma inativa e é liberada pelo sistema nervoso quando necessário. Esta pesquisa lançou as bases para inibidores seletivos de recaptação de serotonina (ISRSs) posteriores, como Prozac, que bloqueiam a recaptação de outro neurotransmissor, a serotonina.
Em 1958, Axelrod também descobriu e caracterizou a enzima catecol-O-metil transferase, que está envolvida na quebra de catecolaminas.

### Pesquisa da glândula pineal
Algumas das pesquisas posteriores de Axelrod se concentraram na glândula pineal. Ele e seus colegas mostraram que o hormônio melatonina é gerado a partir do triptofano, assim como o neurotransmissor serotonina. As taxas de síntese e liberação seguem o ritmo circadiano do corpo impulsionado pelo núcleo supraquiasmático dentro do hipotálamo. Axelrod e seus colegas mostraram que a melatonina tinha efeitos amplos em todo o sistema nervoso central, permitindo que a glândula pineal funcionasse como um relógio biológico. Ele foi eleito membro da American Academy of Arts and Sciences em 1971. Ele continuou a trabalhar no Instituto Nacional de Saúde Mental do NIH até sua morte em 2004.

Muitos de seus trabalhos e prêmios são mantidos na Biblioteca Nacional de Medicina.